# Liste der Außenlager des KZ Mittelbau
In der Liste der Außenlager des KZ Mittelbau sind die Außenlager des Stammlagers Mittelbau aufgeführt. Das Arbeitslager Dora war nach seiner Einrichtung am 28. August 1943 zunächst Außenlager des KZ Buchenwald. Ab Anfang Oktober 1944 firmierte das Arbeitslager Dora unter der Bezeichnung Konzentrationslager Mittelbau als eigenständiges Konzentrationslager und bildete einen Lagerkomplex mit bis zu 40 Außenlagern.

## Liste
| Außenlager / SS-Bezeichnung                                | Zeitraum                           | durchschnittliche Häftlingsanzahl / davon verstorben | Häftlingseinsatz                                                                                    | Auftraggeber                                                                     | Räumung | Bemerkungen |
| ---------------------------------------------------------- | ---------------------------------- | ---------------------------------------------------- | --------------------------------------------------------------------------------------------------- | -------------------------------------------------------------------------------- | --- | --- |
| Außenlager Harzungen, Hans, Mittelbau III                  | 1.4.1944 – 4.4.1945                | 4000 Männer / mindestens 556                         | Bauarbeiten, Stollenvortrieb                                                                        | Verlagerungsprojekte, u. a. SS-Führungsstab B3                                   | u. a. KZ Bergen-Belsen | |
| Außenlager Ellrich-Juliushütte, Erich, Mittelbau II        | 2.5.1944 – 4./6.4.1945             | 8000 Männer / über 4000                              | Bauarbeiten, Stollenvortrieb                                                                        | SS-Führungsstäbe B3a, B11, B12, B13, B17, Mittelwerk GmbH, Ellricher Unternehmen | u. a. KZ Bergen-Belsen | Bezeichnung durch die Häftlinge „unteres Lager“ (im Gegensatz zum "oberen Lager" Ellrich-Bürgergarten)                                                                                   |
| Außenlager Rottleberode, A5, Heinrich                      | 13.3.1944 – 4./5.4.1945            | 846 Männer / mindestens 50                           | Ausbau der Heimkehle für U-Verlagerung, Fertigung von Flugzeugteilen, Holzkohlegewinnung            | SS-Führungsstab A5, Thyrawerk (Junkers), Sägewerk Uftrungen                      | u. a. Massaker in der Isenschnibber Feldscheune am 13.4.1945 in Gardelegen | zunächst Außenlager des KZ Buchenwald, ab Oktober 1944 Außenlager KZ Mittelbau |
| Außenlager Stempeda, B4, Lava                              | Januar 1945 – 4./5. April 1945     | 700 Männer / mindestens 50                           | Stollenausbau                                                                                       | SS-Führungsstab B4                                                               | u. a. Massaker in der Isenschnibber Feldscheune in Gardelegen | |
| Außenlager Kleinbodungen, Emmi                             | 3.10.1944 – 4.4.1945               | 620 Männer / k. A.                                   | Reparatur und Deponierung defekter V2-Raketen                                                       | Mittelwerk GmbH                                                                  | KZ Bergen-Belsen | |
| Außenlager Bischofferode/Eichsfeld, Kommando 48            | November 1944 – 4.4.1945           | 60 Männer / k. A.                                    | Reparatur und Deponierung defekter V2-Raketen                                                       | Mittelwerk GmbH                                                                  | KZ Bergen-Belsen | Zweigstelle des Außenlagers Kleinbodungen |
| Außenlager Niedergebra, Kommando 48a                       | 5.11.1944 – 5.4.1945               | 40 Männer / k. A.                                    | Reparatur von V2-Komponenten                                                                        | Mittelwerk GmbH                                                                  | KZ Bergen-Belsen | Zweigstelle des Außenlagers Kleinbodungen |
| Außenlager Roßla                                           | 31.8.1944 bis 4./5.4.1945          | 109 Männer / k. A.                                   | Montage und Reparatur von V2-Komponenten                                                            | Mittelwerk GmbH                                                                  | Richtung KZ Sachsenhausen, bei Schwerin am 1.5.1945 befreit | |
| Außenlager Kelbra                                          | 2.11.1944 – 5.4.1945               | 60 Männer / k. A.                                    | Lagerung von V2-Komponenten                                                                         | Betrieb Rudlof                                                                   | KZ Wöbbelin | Zweigstelle des Außenlagers Roßla |
| Außenlager Boelcke-Kaserne in Nordhausen                   | 8.1.1945 – 11.4.1945               | 5.700 Männer / über 3.000                            | Stollenausbau im Kohnstein B11, Rüstungsproduktion                                                  | SS-Führungsstab B11, Nordhäuser Rüstungsbetriebe                                 | Befreiung des Lagers am 11.4.1945 | Auch Zwangsarbeiterlager und Gestapogefängnis auf dem Kasernengelände, Kranken- und Sterbelager des KZ Mittelbau                                                                         |
| Außenlager Woffleben, B12, Kaolin                          | 3.1.1945 – 4.4.1945                | 1000 Männer / k. A.                                  | Bauarbeiten, Stollenausbau                                                                          | SS-Führungsstab B12                                                              | KZ Bergen-Belsen | Genauer Lagerstandort unbekannt |
| Außenlager Artern, Adorf, Rebstock neu                     | 20.11.1944 bis 4./5./6. April 1945 | ca. 254 Männer / mindestens 40                       | Errichtung einer Produktionsstätte, dann Fertigung elektrischer V2-Komponenten                      | Firma Gollnow und Sohn (Tarnname: Geyer und Sohn)                                | u. a. KZ Bergen-Belsen | zunächst Außenlager des KZ Buchenwald, ab Dezember 1944 Außenlager KZ Mittelbau |
| Ballenstedt                                                | 17.3.1945 – k. A.                  | 60 Männer / k. A.                                    | Anlage eines Löschwasserteichs                                                                      | k. A.                                                                            | k. A. | |
| Außenlager Blankenburg-Oesig, Klosterwerke                 | 24.8.1944 – 6.4.1945               | 500 bis 600 Männer / zwischen 30 und 50              | Stollenvortrieb Bergwerk Braunesumpf (Porphyr)                                                      | Klosterwerke, Organisation Todt                                                  | u. a. Cap Arcona | zunächst Außenlager des KZ Buchenwald, ab Oktober 1944 Außenlager KZ Mittelbau |
| Außenlager Blankenburg-Regenstein, Turmalin                | 1.2.1945 – 6.4.1945                | 400 überwiegend jüdische Männer / k. A.              | Stollenausbau im Regenstein zur U-Verlagerung von Betrieben (Oda-Werke)                             | Organisation Todt, Bauvorhaben Turmalin                                          | u. a. Cap Arcona | zuvor Zwangsarbeiterlager für italienische Kriegsgefangene, Häftlinge des KZ-Außenlagers stammten aus dem Auschwitzer Nebenlager KZ Fürstengrube, Unterbringung am Lessingplatz in Heers |
| Groß-Werther                                               | 17.3.1945 – 4. April 1945          | 300 jüdische Frauen / k. A.                          | k. A.                                                                                               | k. A.                                                                            | über KZ Mauthausen Todesmarsch nach Gunskirchen, am 5.5.1945 befreit | Häftlinge stammten aus dem evakuierten Außenlager Morchenstern des KZ Groß-Rosen, in Groß-Werther Unterbringung in zwei Gaststätten                                                      |
| Gut Bischofferode in Woffleben, Anna                       | 2.4.1944 bis 9.5.1944              | 300 Männer / unbekannt                               | Stollenausbau Himmelsberg                                                                           | SS-Führungsstab B3                                                               | Mai 1944 Auflösung des Lagers und Überstellung der Häftlinge in Außenlager Ellrich-Juliushütte | |
| Ilfeld                                                     | 9.1.1945 – 4./5.4.1945             | mehr als 200 Männer / mindestens 5                   | Bauarbeiten (Wasserwerk, Wasserleitungen, Montagehalle für He 162), Schneiderei der Mittelwerk GmbH | Diverse Firmen u. a. AEG, Napola Ilfeld, Mittelwerk GmbH                         | u. a. Massaker in der Isenschnibber Feldscheune in Gardelegen | Lagerstandort nicht endgültig geklärt |
| Osterode-Freiheit / Firma Curt Heber                       | 25.9.1944 – 5.4.1945               | 401 Männer / k. A.                                   | Rüstungsproduktion, Holzfällerarbeiter                                                              | HEMAF u. a. Firmen                                                               | nach Todesmarsch Befreiung durch US-Armee vom 9.–13.4.1945 | Außenlager befand sich auf Werksgelände der HEMAF |
| Osterode-Petershütte, Dachs IV                             | 20.11.1944 – 21.3.1945             | bis März 1945 Anstieg auf 800 Männer / k. A.         | Stollenausbau, Bauarbeiten                                                                          | Rhenania-Ossag AG, Organisation Todt (EG IV)                                     | | Nach Lagerauflösung 3/1945 Überstellung der Häftlinge ins Außenlager Boelcke-Kaserne |
| Tettenborn                                                 | 2/1945 – 5.4.1945                  | 28 Männer / k. A.                                    | Gleisbau (Helmetalbahn) und Verladearbeiten (V2)                                                    |                                                                                  | KZ Bergen-Belsen | |
| Ilsenburg                                                  | 1.3.1945 – ?                       | 16 italienische Kriegsgefangene / k. A.              | Strom- und Gasleitungsarbeiten für das Mittelwerk                                                   | unbekannt                                                                        | unbekannt | präziser Lagerstandort unbekannt |
| Quedlinburg                                                | 17.9.1944 – 14.4.1945              | 58 italienische Kriegsgefangene / k. A.              | Bauarbeiten für Hochspannungsleitung für das Mittelwerk                                             | unbekannt                                                                        | Befreiung des Lagers am 14.4.1945 durch US-Armee | präziser Lagerstandort unbekannt |
| Trautenstein                                               | 17./18.9.1944 bis 16./17.4.1945    | 30 italienische Kriegsgefangene / k. A.              | Abholzung für geplante Starkstromleitung                                                            | SS-Führungsstab B13, Sägewerke                                                   | Befreiung des Lagers durch die US-Armee am 16./17.4.1945 | Bewachung der Häftlinge nur durch einen SS-Mann |
| Wickerode                                                  | 15.1.1945 bis 12.4.1945            | 30 italienische Kriegsgefangene / k. A.              | Bauarbeiten für Überland-Gasleitung                                                                 | SS-Führungsstab B18, Betrieb Dietrich (Calbe)                                    | Befreiung des Lagers durch die US-Armee ca. 12.4.1945 | Bewachung der Häftlinge nur durch zwei SS-Männer |
| Rehungen, SS-Baubrigade I                                  | 10.9. 1944 – 5.4.1945              | 550 Männer / k. A.                                   | Infrastrukturarbeiten                                                                               | SS                                                                               | Außenlager des KZ Mauthausen, Befreiung durch US-Armee am 5.5.1945 | zuerst KZ Buchenwald, 10/1944 – Mitte Januar KZ Mittelbau, danach KZ Sachsenhausen unterstellt                                                                                           |
| Hohlstedt, SS-Baubrigade I                                 | 10/1944 – 7.4.1945                 | 200 – 300 Männer / k. A.                             | Gleisarbeiten in Sangerhausen                                                                       | Deutsche Reichsbahn                                                              | mit Häftlingen aus Rehungen zu einem Außenlager des KZ Mauthausen, Befreiung durch US-Armee am 5.5.1945                                                                                             | Zweigstelle der SS-Baubrigade I in Rehungen |
| Wieda, SS-Baubrigade III                                   | 11.5.1944 – 7.4.1945               | 311 Männer/k. A.                                     | Gleisbau (Helmetalbahn)                                                                             | SS-Führungsstab B13                                                              | gesamte SS-Baubrigade III zum Massaker in der Isenschnibber Feldscheune in Gardelegen | SS-Baubrigade III unterstand zuerst KZ Buchenwald, 10/1944 – Mitte Januar KZ Mittelbau, danach KZ Sachsenhausen                                                                          |
| Nüxei, SS-Baubrigade III                                   | 19.6.1944 – 6.4.1945               | 300 Männer / k. A.                                   | Gleis-, Wald-, Erdarbeiten                                                                          | SS-Führungsstab B13                                                              | über Hauptstelle Wieda zum Massaker in der Isenschnibber Feldscheune in Gardelegen | Zweigstelle der SS-Baubrigade III in Wieda |
| Mackenrode, SS-Baubrigade III                              | 21.7.1944 – 6.4.1945               | 300 Männer/k. A.                                     | Gleis-, Wald-, Erdarbeiten                                                                          | SS-Führungsstab B13                                                              | über Hauptstelle Wieda zum Massaker in der Isenschnibber Feldscheune in Gardelegen | Zweigstelle der SS-Baubrigade III in Wieda |
| Osterhagen                                                 | 5.7.1944 – 6.4.1945                | 300 Männer / k. A.                                   | Gleis-, Wald-, Erdarbeiten                                                                          | SS-Führungsstab B13                                                              | über Hauptstelle Wieda zum Massaker in der Isenschnibber Feldscheune in Gardelegen | Zweigstelle der SS-Baubrigade III in Wieda |
| Außenlager Ellrich-Bürgergarten, SS-Baubrigade IV          | 17.5.1944 – 6.4.1945               | 950 / k. A.                                          | Gleisbau (Helmetalbahn), Bauarbeiten                                                                | SS-Führungsstab B13                                                              | 350 Häftlinge zum Massaker in der Isenschnibber Feldscheune in Gardelegen und eine zweite Gruppe mit 700 Häftlingen Todesmarsch über den Harz, bei Güntersberge am 15.4.1945 durch US-Armee befreit | Bezeichnung durch die Häftlinge „oberes Lager“ (im Gegensatz zum "unteren Lager" Ellrich-Juliushütte), ab September 1944 wurde dem Lager das KZ Günzerode als Nebenlager unterstellt     |
| Günzerode, SS-Baubrigade IV                                | 04.09.1944 – 10.04.1945            | höchstens 950 Männer / k. A.                         | Gleisbau (Helmetalbahn),                                                                            | SS-Führungsstab B13, Baufirmen                                                   | Todesmarsch über den Harz, bei Güntersberge am 15.04.1945 durch US-Armee befreit | Zweigstelle der SS-Baubrigade IV in Ellrich-Bürgergarten |
| 5. SS-Eisenbahnbaubrigade                                  | 8.10.1944 – 4/1945                 | etwa 500 Männer / k. A.                              | Gleisbau, Trümmerbeseitigung                                                                        | Reichsbahn, Stadtverwaltung Osnabrück                                            | Evakuierung Richtung Flensburg, Befreiung am 05.05.1945 auf dem Schiff Apollo | Ende Oktober 1944 bis Januar 1945 KZ Mittelbau, dann KZ Sachsenhausen unterstellt |
| 6. SS-Eisenbahnbaubrigade, zuvor 1. SS-Eisenbahnbaubrigade | 12.09.1944 – 08.04.1945            | 500 Männer / k. A.                                   | Gleisbau, Ausschachtungsarbeiten in Sangerhausen für Telefonleitungen                               | SS                                                                               | Evakuierung mit der Bahn, am 04.05.1945 in Salzburg befreit | Ende Oktober 1944 bis Januar 1945 KZ Mittelbau, dann KZ Sachsenhausen unterstellt |
| 7. SS-Eisenbahnbaubrigade, zuvor 2. SS-Eisenbahnbaubrigade | 19.09.1944 – 02.04.1945            | 470 Männer / mindestens 12                           | Gleisreparatur                                                                                      | SS                                                                               | Evakuierung mit der Bahn Anfang April in zwei Transporten Richtung Bodensee und Bad Schussenried | zunächst dem KZ Auschwitz, Anfang Oktober dem KZ Buchenwald, Ende Oktober 1944 bis Januar 1945 dem KZ Mittelbau, dann KZ Sachsenhausen unterstellt                                       |
| 8. SS-Eisenbahnbaubrigade                                  | 20.11.1944 – 3/1945                | 504 Männer/ca. 20                                    | Gleisreparatur, Instandsetzung eines Eisenbahntunnels in Stuttgart                                  | SS                                                                               | Evakuierung mit der Bahn ab Mitte März 1945, am 3. Mai 1945 Befreiung in Bergen | zunächst dem KZ Sachsenhausen, Ende November 1944 bis Januar 1945 dem KZ Mittelbau, dann KZ Sachsenhausen unterstellt                                                                    |